# Łódź Arturówek
Łódź Arturówek – przystanek osobowy położony w łódzkiej dzielnicy Bałuty, na terenie osiedla Arturówek, w pobliżu Lasu Łagiewnickiego, w obrębie łódzkiej kolei obwodowej, na linii kolejowej nr 16 pomiędzy stacjami Łódź Marysin (wcześniej Łódź Radogoszcz) i Zgierz.

## Ruch pasażerski[1]
| Rok  | Wymiana pasażerska na dobę |
| ---- | -------------------------- |
| 2017 | 150-199                    |
| 2018 | 150-199                    |
| 2019 | 150-199                    |
| 2020 | 100-149                    |
| 2021 | 50-99                      |
| 2022 | 100-149                    |
| 2023 | 100-149                    |

## Historia
Stacja przez lata była nieużywana. W 2013 roku postanowiono przywrócić ją do użytkowania. Przystanek został odbudowany w ramach Łódzkiej kolei Aglomeracyjnej. Zachodni zaniedbany peron został zastąpiony nowym, wybudowanym po przeciwnej stronie torów. W pobliżu stacji znajdują się przystanki autobusowe linii 65A, 65B, 66 i nocne N2 łódzkiego MPK.